# Анна Ушенина
Анна Юриевна Ушенина (на украински език Анна Юріївна Ушеніна) e украинска шахматистка, 14-а световна шампионка по шахмат (от 1 декември 2012 г. до 20 септември 2013).

Гросмайстор (2012), гросмайстор за жени (2003). Победителка на Шахматната олимпиада в Торино (2006) в състава на Украйна (на резервна дъска). През 2013 г. на 2-ра дъска в състава на Украйна е победителка в отборното първенство на Европа във Варшава и в световното отборно първенство в Астана.

## Биография
Родена е на 30 август 1985 година в Харков, Украинска ССР (днес – Украйна).
Майка ѝ я научила да играе шах на 7 години. През 1997 г. в Киев побеждава на шампионата на Украйна за девойки до 12 години. През 1998 и 1999 г. печели шампионата на Украйна за девойки до 14 години . От 2000 до 2002 г. се занимава с шахмат в Харковската спортна школа за олимпийски резерви, през този период неин треньор е международният майстор Артьом Цепотан . През 2000 и 2002 г. става на шампионка на Украйна за девойки до 20 години .
През 2001 г. получава званието „Международен майстор при жените“.
През 2002 г. заедно с украинския национален отбор Ушенина завоюва златни медали на шампионата на Европа за девойки до 18 години. Освен това получава сребърен медал за резултат 4½ т. от 6 партии на първа дъска.
През 2003 г. получава званието „международен гросмайстор за жени“.
През 2005 г. побеждава на шампионата на Украйна за жени в Алуща . На европейското първенство за жени в Пловдив заема 3-то място.
На олимпиадата през 2006 г. в Торино играе като резерва; отборът ѝ завоюва златен медал .
На отборното първенство на Европа през 2007 г. в Ираклион печели златен медал на 3-та дъска с резултат 5 т. от 7 партии в състава на женския национален отбор на Украйна.
В Екатеринбург през 2007 г. на световното отборно първенство играе на 2-ра дъска; отборът, както и Анна (с 6½ т. от 9), завоюват бронзови медали. Ушенина получава званието „Международен майстор“ за мъже.
На олимпиадата в Дрезден през 2008 г. играе на 3-та дъска и заедно с отбора се класира на 2-ро място .
В Истанбул на 40-а Международна шахматна Олимпиада (27 август – 9 септември 2012 г.) в състава на женския отбор на Украйна състезателката на „Динамо“ (Харков) Анна Ушенина заема 3-то място и набира на своята дъска 7 точки от 10 възможни (без загуба), внасяйки съществен принос в общия резултат на отбора.

В Ханти-Мансийск (Русия) на Световното първенство за жени (2012 г.) печели шахматната корона след оспорвана борба на финала с бившата световна шампионка Антоанета Стефанова (България) – 2:2 в редовните партии и минимална победа с 1½:½ в двете партии от тай-брейка, продължили 89 и 94 хода . 
 За постижението си в този турнир Анна Ушенина получава званието „Международен гросмайстор“  (28-а жена в света в този списък).
В Астана (Казахстан) на 4-то Световното първенство (2 – 13 март 2013 г.) Анна Ушенина става отборна шампионка със състава на Украйна и занема 2-ро място на 2-ра дъска, набирайки 6 точки от 8 възможни.
На 2 април 2013 г. в Киев играе първия в Украйна двубой по подвижен шахмат. Нейната партия с международния майстор Елена Бойцун завършва наравно 
На 20 септември 2013 г. отстъпва световната титла на предишната световна шампионка, китайката Хоу Ифан след загуба с 1,5:5,5 в мач до 10 партии (=3, -4).
Със състава на Украйна става отборна шампионка на европейското първенство във Варшава от 7 до 17 ноември 2013 г., като завоюва бронзов медал на 2-ра дъска с резултат 6,5 т. от 8 партии.